# Тяпкин, Василий Михайлович
Васи́лий Миха́йлович Тя́пкин — русский государственный деятель, дипломат, стрелецкий полковник, думный дворянин и стольник. Был первым постоянным русским резидентом за границей. Первый посланник и резидент в Польше, был послом в Турции, на Украине и в Крыму.
В 1681 году Тяпкин добился от Крымского ханства признания Киева и Левобережной Украины русскими владениями, вследствие чего в этом же году был подписан Бахчисарайский мирный договор.

## Биография
В 1664 году Тяпкин был направлен посланником в Речь Посполитую, а в 1666 году в Турцию. В 1668 году Тяпкин от имени царя вёл переговоры с гетманом Правобережной Украины Петром Дорошенко.
В октябре 1673 года царём Алексеем Михайловичем Тяпкин был назначен постоянным послом от Русского двора к Королю Польскому и Великому Князю Литовскому, тем самым он стал первым русским постоянным резидентом за границей. Русским царём Тяпкину была поставлена задача о разрешении вопроса о русско-польском союзе против Крыма и Турции, также в задачу первой постоянной русской резидентуры за границей входило систематическое и своевременное осведомление московского правительства о всех международных событиях.

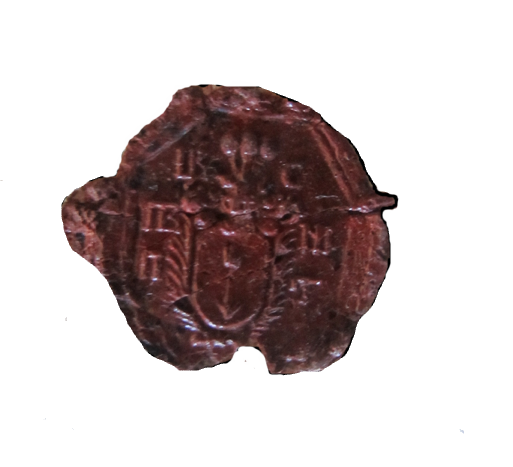
Официальная печать резидента его царского величества стольника и полковника В. М. Тяпкина

По приезде Тяпкина в Варшаву умер польский король Михаил Корибут Вишневецкий, вследствие чего царь поручил Тяпкину, «когда соберется избирательный сейм, проведать всякими мерами, каких дворов иностранных посланники предложат своих государей на Королевство Польское, кто из сенаторов будет им содействовать, какие употреблены будут подкупы», а также он должен был обо всем узнавать и чаще писать в Москву тайнописью, «которой знаки ему препровождались». Тайнопись эта была составлена лично государем.
В 1674 году польским королём был избран Ян III Собеский который являлся сторонником ориентации на Францию. Тяпкин писал русскому царю, что Собеский ведёт двойную игру, просит русской помощи и одновременно готовится «учинить постановление с салтаном турским». В 1675 году Тяпкин получил неопровержимые данные о польско-турецких переговорах в Збараже. Тем не менее вплоть до марта 1676 года Тяпкин продолжал переговоры об условиях русско-польского союза и продлении Андрусовского перемирия.
Тяпкин благодаря своим агентам в Польше был в курсе французских и шведских интриг, он писал что Франция и Швеция, «зияют на государство Московское», и предлагал «на границах чуткое ухо выставить и осторожность войсковую иметь». Будучи сторонником активного выступления против Турции, он в своих донесениях советовал также воспользоваться поражением шведов при Фербеллине в войне с бранденбургским курфюрстом для начала борьбы за Прибалтику.
Заключение в октябре 1676 года Журавенского мирного договора между Речью Посполитой и Турцией вызвало резкий протест Тяпкина, заявившего, что этим нарушено Андрусовское перемирие. В мае 1677 года он вернулся в Москву.
Находясь в Польше, Тяпкин по долгу службы знакомился с местной прессой и литературой. Благодаря его стараниям в Россию попало значительное число польских памфлетов, часть из которых не сохранилась даже в самой Польше.
В 1677 году Тяпкин был послан на Украину послом к гетману Ивану Самойловичу для совещаний по вопросу об обороне осаждённого турками и татарами Чигирина.

## Владения и возможное происхождение
Согласно данным переписи Судского края Белозерского уезда Новгородской губернии 1678 года, Василий Михайлович Тяпкин, дипломат, стрелецкий полковник, был крупным помещиком и владел несколькими деревнями, включая Борисова, Крюкова, Пустошка, Голузино, Тимофеевская, Фалеевская. 
По некоторым источникам предком Тяпкина 
был окольничий Дмитрия Донского, который имел прозвище "тяпка". Любопытно что первое упоминание о Судских землях встречается в «Духовной грамоте» Дмитрия Донского, составленной в период с 13 апреля по 16 мая 1389 года: “А что ми дала княгиня Федосья Суду на Белеозере да Колошну и Слободку.”

## Бахчисарайский мирный договор
В 1680 году Тяпкин во главе мирной делегации, вместе с дьяком Никитой Зотовым был направлен в Крым. После длительных переговоров, во время которых русских делегатов сажали «под запор» и угрожали им земляною ямою, Тяпкин в январе 1681 года подписал Бахчисарайский мирный договор, добившись от Крыма признания Киева и Левобережной Украины русскими владениями.

## Труды
- «Статейный список стольника Василия Тяпкина и дьяка Никиты Зотова, посольства в Крым в 1680-81 годов, для заключения Бахчисарайского договора». Одесса, 1850 г.